# Madinet Masr For Housing and Development
Madinet Masr For Housing and Development S.A.E. ist ein ägyptisches Unternehmen mit Sitz in Kairo. Es ist einer führenden Immobilienentwickler Ägyptens und hat sich auf die Entwicklung und Förderung von Immobilienvermögen (Wohngebäude, Gewerberäume) spezialisiert. Das Unternehmen verfügt (Stand 2024) über ein Portfolio von 15 Projekten in Ost- und Westkairo. Ein Teil des Geschäftsmodells ist die Entwicklung kompletter Städte. Hervorzuheben ist die Entwicklung von Nasr City, der größten Stadt im Großraum Kairo. In diesem Projekt wurden Regierungsdienststellen, Gewerbe-, Verwaltungs- und Wohngebäude, Bildungseinrichtungen, Ausstellungszentren, Gebäude für Sportveranstaltungen errichtet.
Es ist Mitglied im EGX 30 Index an der Egyptian Exchange. Größte Aktionäre sind die BIG Investment Group Ltd. (19,57 %), Holding Company for Construction and Development SAE (14,94 %), B Investment Holding SAE (7,35 %), National Organisation for Social Insurance (4,9 %), Familie Sallam (3,62 %).
Im Jahr 2024 wurde das Unternehmen auf Platz 36 der Forbes-Liste der 50 wertvollsten Unternehmen in Ägypten geführt.

## Geschichte
Das Unternehmen wurde 1959 als Regierungsinstitution im Auftrag des damaligen Präsidenten Gamal Abdel Nasser gegründet, um die Stadt Abbaseya um 2000 Hektar zu erweitern. In den Jahren 1960 bis 1970 wurde Nasr City als Planstadt zur Entlastung von Alt-Kairo mit allen institutionellen Einrichtungen, Wohnbezirken, dem Kairo-Stadion u. v. m. erbaut. In den 1980er Jahren wurde das Mahnmal des Unbekannten Soldaten in Erinnerung an den Oktoberkrieg 1973 errichtet. Abbas El Aqqad Street, der Mittelpunkt von Nasr City, wurde in den 1990er Jahren erbaut. Der Börsengang an der Egyptian Exchange fand 1996 statt. 2012 wurde mit dem Bau von Taj City, einer 3,8 Mio. m² großen Planstadt im Osten Kairos begonnen. 2016 bis 2022 wurde Sarai errichtet, eine 5,5 Mio. m² große Planstadt in der Nähe der neuen Verwaltungshauptstadt.